# Thomonde
Thomonde, in creolo haitiano Tomonn, è un comune di Haiti facente parte dell'arrondissement di Hinche nel dipartimento del Centro.
L'economia si basa sulle coltivazioni di tabacco, caffè, banane e canna da zucchero.